# Seenheim

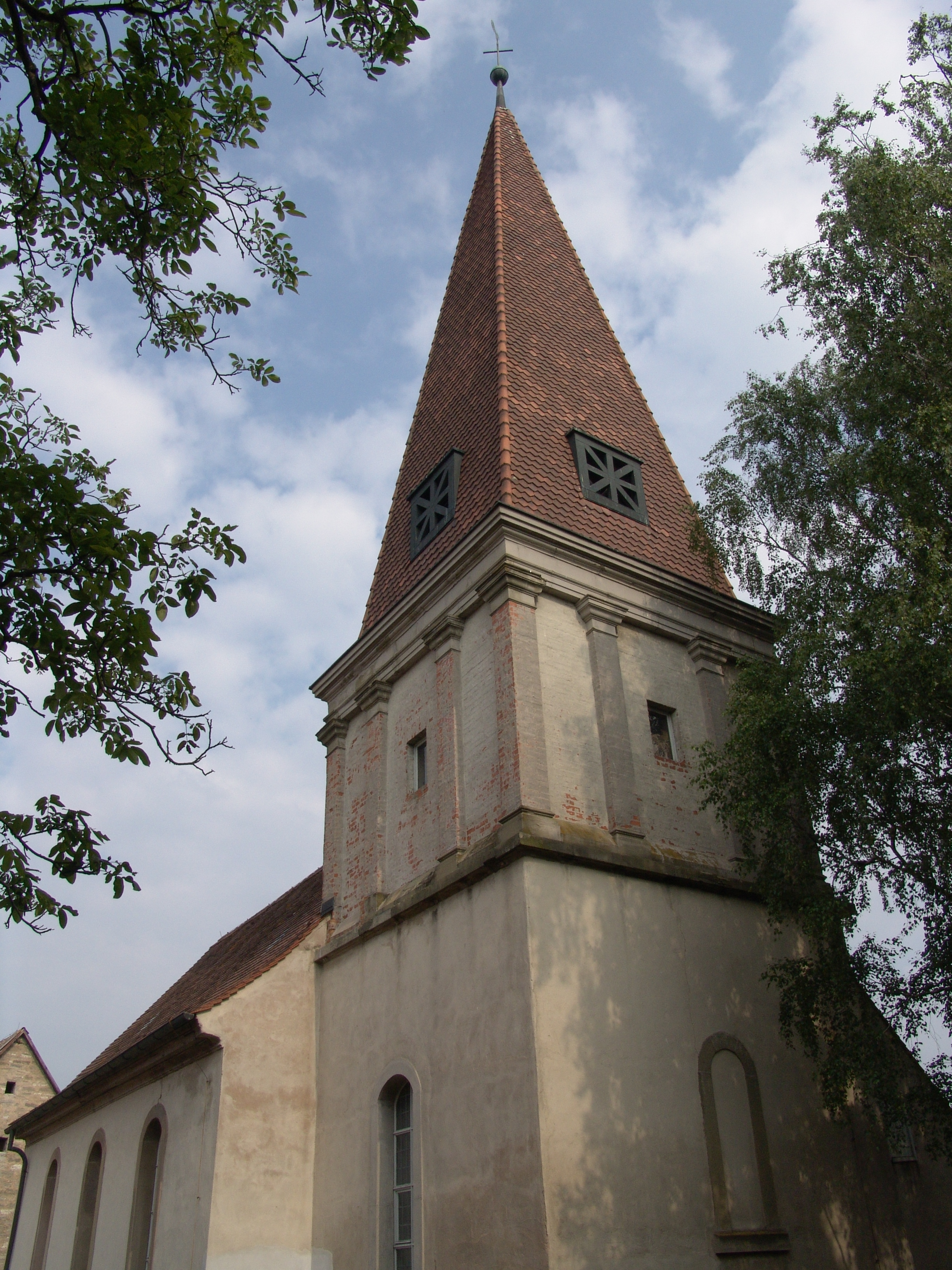
Evangelisch-lutherische Pfarrkirche St. Margaretha

Seenheim (fränkisch: Sähni) ist ein Gemeindeteil der Gemeinde Ergersheim im Landkreis Neustadt an der Aisch-Bad Windsheim (Mittelfranken, Bayern). Die Gemarkung Seenheim hat eine Fläche von 6,255 km². Sie ist in 476 Flurstücke aufgeteilt, die eine durchschnittliche Fläche von 13140,32 m² haben.

## Lage
Das Pfarrdorf liegt am Seenheimer Mühlbach, einem linken Zufluss der Rannach, und ist von Acker- und Grünland umgeben. Im Norden gibt es auf dem Flurgebiet Bei der Linde zwei Bäume, die als Naturdenkmäler geschützt sind. Im Nordosten befinden sich Ausläufer des Steigerwaldes. Dort befinden sich die Naturschutzgebiete Hutung am Gigert und Rammelsee und Kleiner Schimmelsteig.
Die Kreisstraße NEA 31 führt nach Neuherberg zur Staatsstraße 2252 (1,7 km südwestlich) bzw. nach Ulsenheim zur Staatsstraße 2256 (3,7 km nördlich). Eine Gemeindeverbindungsstraße führt nach Ergersheim (2,3 km südöstlich).

## Geschichte
Der Ort wurde in einem Urbar des Klosters Lorsch, das zwischen 830 und 850 entstanden ist, als „Seheim“ erstmals urkundlich erwähnt. Der Ortsname ist eine Lagebezeichnung.
Gegen Ende des 18. Jahrhunderts gab es in Seenheim 27 Anwesen. Das Hochgericht übte das ansbachische Oberamt Uffenheim aus. Das Kasten- und Stadtvogteiamt Uffenheim war Grundherr über 13 Anwesen. Von 1797 bis 1808 unterstand Seenheim dem preußischen Justiz- und Kammeramt Uffenheim.
1806 kam der Ort an das Königreich Bayern. Mit dem Gemeindeedikt (frühes 19. Jahrhundert) wurde der Steuerdistrikt Seenheim gebildet, zu der Dorfmühle und Rudolzhofen gehörten. Wenig später entstand die Ruralgemeinde Seenheim, zu der Dorfmühle gehörte. Sie war in Verwaltung und Gerichtsbarkeit dem Landgericht Uffenheim zugeordnet und in der Finanzverwaltung dem Rentamt Uffenheim (1919 in Finanzamt Uffenheim umbenannt). Ab 1862 war das Bezirksamt Uffenheim für die Verwaltung der Gemeinde zuständig (1939 in Landkreis Uffenheim umbenannt). Die Gerichtsbarkeit blieb beim Landgericht Uffenheim (1879 in Amtsgericht Uffenheim umbenannt), seit 1973 ist das Amtsgericht Neustadt an der Aisch zuständig. Die Gemeinde hatte 1964 eine Gebietsfläche von 6,268 km². Am 1. Januar 1972 wurde diese im Zuge der Gebietsreform in Bayern in die Gemeinde Ermetzhofen eingegliedert, die wiederum am 1. Januar 1974 nach Ergersheim eingegliedert wurde.

### Baudenkmäler
In Seenheim gibt es vier Baudenkmäler:
- Haus Nr. 10: Wohnhaus
- Haus Nr. 12: Pfarrhaus
- Haus Nr. 14: Evangelisch-lutherische Pfarrkirche St. Margaretha
- Haus Nr. 19: Wohnstallhaus

ehemalige Baudenkmäler
- Haus Nr. 4: Zugehörig eingeschossiges, dreizoniges Fachwerkwohnstallhaus des frühen 19. Jahrhunderts mit Reliefstein im Giebel. Gefährdeter Bauzustand.[17]
- Haus Nr. 5: Von 1821. Erdgeschossiges Wohnstallhaus mit giebelseitigem Kellergeschoss (Schmiedewerkstatt) und hoher, hofseitiger Freitreppe. Wohnteil von 4 zu 5 Achsen. Giebel in verputztem Fachwerk, Traufseiten in verputztem Bruchsteinmauerwerk. Giebelabwalmung über Hahnengebälk. Am Giebel Reliefstein mit Schmiedeemblemen und Inschrift „Joh. Georg Breit/Schwerdt 1821“.[17]
- Haus Nr. 6: Zugehöriges Hofhaus aus der ersten Hälfte des 19. Jahrhunderts. Hoher Hausteinkellersockel mit Freitreppe an den Traufseiten und am Ostgiebel Fachwerk, Westgiebel in verputztem Mauerwerk mit Hausteinecklisenen und Gurtgesims. Mansarddach mit drei Giebeldachgauben. Gefährdeter Bauzustand.[17]

### Einwohnerentwicklung
| Jahr      | 1818   | 1840   | 1852   | 1855   | 1861   | 1867   | 1871   | 1875   | 1880   | 1885   | 1890   | 1895   | 1900   | 1905   | 1910   | 1919   | 1925   | 1933   | 1939   | 1946   | 1950   | 1952   | 1961   | 1970   | 1987  |
| Einwohner | 194    | 193    | 194    | 219    | 218    | 223    | 218    | 210    | 206    | 208    | 210    | 202    | 189    | 188    | 190    | 185    | 186    | 175    | 156    | 253    | 268    | 246    | 168    | 160    | 117   |
| Häuser    | 39     | 35     |        |        |        |        | 37     |        |        | 41     | 41     |        | 40     |        |        |        | 35     |        |        |        | 34     |        | 32     |        | 25    |
| Quelle    | [ 10 ] | [ 19 ] | [ 20 ] | [ 20 ] | [ 21 ] | [ 22 ] | [ 23 ] | [ 24 ] | [ 25 ] | [ 26 ] | [ 27 ] | [ 20 ] | [ 28 ] | [ 20 ] | [ 29 ] | [ 20 ] | [ 30 ] | [ 20 ] | [ 20 ] | [ 20 ] | [ 31 ] | [ 20 ] | [ 12 ] | [ 32 ] | [ 2 ] |

## Religion
Seenheim ist Sitz der Pfarrei St. Margaretha und seit der Reformation evangelisch-lutherisch geprägt.